# 阿加莎·芭芭拉
阿加莎·芭芭拉（Agatha Barbara） (1923年3月11日—2002年2月4日) 马耳他政治家，作为一个工党议员和政府部长和马耳他总统。她是第一个马耳他共和国的女总统。

## 生平
芭芭拉出生在马耳他扎巴尔（Żabbar），就读于瓦莱塔文法学校。在第二次世界大战中，她曾经是一个空袭监狱长。从1940年代初到1947年她是一个教师，她成为第一位当选为马耳他议会的女议员。她连任议员到1981年。
1955年到1958年任多姆·明托夫工党政府的教育部长，制定了强制性的全日制的儿童教育，招聘了数百名新教师。不久在随后的工党政府，她又一次任教育部长。1971年和1974年期间，她担任劳工、文化和福利部长，最终升任副总理。

1982年2月15日，她当选为第三任共和国总统，任期五年。作为唯一的女性总统，她的肖像被印在在1967年版的20里拉马耳他货币上。退休后回到扎巴尔，2002年逝世。2006年4月23日她的荣誉纪念雕像在扎巴尔揭幕。2010年，约瑟夫·Chetcuti声称芭芭拉曾是女同性恋，其根据采访同时代的人。